# Evangelisch-reformierte Kirche Hiddesen
Die Evangelisch-reformierte Kirche Hiddesen ist ein Kirchengebäude im Detmolder Ortsteil Hiddesen. Sie gehört der Evangelisch-reformierten Gemeinde Hiddesen, die Teil der evangelisch-reformierten Klasse Süd in der Lippischen Landeskirche ist.

## Geschichte
Bis ins 18. Jahrhundert teilte sich Hiddesen Kirche und Friedhof mit der Nachbargemeinde Heidenoldendorf. Gegen Ende des Jahrhunderts erhielt Hiddesen einen eigenen Friedhof, neben dem im Jahr 1800 eine Kapelle gebaut wurde. Diese Kapelle wurde 1902 wieder abgerissen. Erst sechs Jahre später errichtete man in Hiddesen einen evangelischen Kindergarten, der in der Folgezeit auch für Gottesdienste genutzt wurde. Zum 1. Januar 1947 erklärte die Lippische Landessynode die Evangelisch-reformierte Kirchengemeinde Hiddesen für rechtlich selbstständig. Sie erhielt im ehemaligen Augustdorfer Pastor Karl Fuhr ihren ersten eigenen Seelsorger.
Am 4. Juli 1948 beschloss der Kirchenvorstand den Bau eines Gotteshauses. Als Architekt konnte der Hamburger Kirchenbaumeister Gerhard Langmaack gewonnen werden, dessen Pläne vom 24. September 1951 an in die Tat umgesetzt wurden. Die Glockenweihe fand am 30. Juni 1952 statt, am 12. Oktober 1952 wurde der Neubau mit einem Gottesdienst eingeweiht. Die Baukosten betrugen ca. 250.000 DM. Es sollte bis 1959 dauern, dass die Kirche eine durch Spenden finanzierte Orgel erhielt.

## Architektur und Ausstattung
Die Kirche hat einen gewinkelten Grundriss mit Hauptschiff in Nord-Süd-Richtung und östlich angesetztem Seitenschiff, das normalerweise als Gemeindesaal dient und mit einer Schiebetür abgetrennt ist. Zu besonderen Anlässen jedoch wird die Tür geöffnet und die Bestuhlung zur Kirche hin ausgerichtet. Südlich dem Hauptschiff vorgelagert ist der Glockenturm, durch den die Kirche betreten wird. Die Kirche besteht aus verputztem, weiß gestrichenem Mauerwerk, dessen Satteldach ebenso wie das Zeltdach des Turms mit braunen Pfannen eingedeckt ist.
Im Kirchenraum finden etwa 250 Besucher Platz. Der leicht erhöhte Chorraum liegt an der Nordseite, dahinter befindet sich das Buntglasfenster 'Morgenglanz der Ewigkeit' des Münsteraner Glaskünstlers Erwin Löhr. Links und rechts des Chorraums sind Räume für Sakristei und Orgeltechnik. Das Material für die Holzdecke hat der ehemalige Fürst zur Lippe auf Nachfrage des Bauausschussvorsitzenden Emil Gausmann gespendet. Die Bestuhlung der Kirche besteht aus zu Bankreihen verbundenen Stühlen im hinteren Teil und aus flexibel aufzustellenden Einzelstühlen im vorderen Teil. 